# Digital Theater System
Il Digital Theater System (DTS) è un sistema di codifica audio multicanale introdotto al cinema con il film Jurassic Park. È in diretta concorrenza con il Dolby Digital e diffuso su LaserDisc, DVD-Video, DVD-Audio, CD, HD DVD e Blu-ray.
A differenza del Dolby Digital, che si è diffuso come principale sistema di codifica audio multicanale per cinema e home theater, il DTS ha conservato una limitata fetta di mercato, pur essendo tecnicamente superiore, tanto da potersi considerare un sistema "opzionale" nei moderni sistemi di cinema in casa. Negli anni ha sempre comunque accresciuto la sua popolarità, tanto da essere stato inserito come sistema obbligatorio nel caso dei supporti per l'alta definizione HD DVD e Blu-ray.
Il DTS è un sistema di codifica audio di tipo lossy, ovvero con perdita di informazione, ma con possibilità di essere utilizzato in modalità lossless, ovvero trasparente - senza perdita di informazione, possibilità che è stata implementata nella versione del DTS chiamata DTS-HD Master Audio.
Il DTS è attualmente diffuso nelle sale cinematografiche e nei supporti per l'home video usa la compressione psicoacustica, analogamente a quanto avviene con il Dolby Digital.
Il sistema di compressione del DTS cinematografico è derivato dall'apt-X (un codec che nel tempo si è ulteriormente diffuso fino ad essere implementato nello standard Bluetooth per il collegamento fra dispositivi audio ad alta qualità), mentre quello per il DTS consumer prende il nome di DTS CAC (Coherent Audio Coding).
I due sistemi, benché raggruppati sotto lo stesso nome, sono in realtà molto differenti. Come nel caso del Dolby Digital, anche per il DTS la versione consumer è chiaramente più avanzata e perfezionata di quella cinematografica.

## Il DTS al cinema
L'introduzione del DTS al cinema ha segnato un punto fondamentale nella storia dell'evoluzione dell'audio multicanale, scatenando la concorrenza con Dolby, che si stava affrettando a recuperare il terreno perso nell'evoluzione digitale e aveva da poco introdotto il Dolby Digital, frutto di numerosi compromessi sul fronte qualitativo.
Rispetto al Dolby Digital cinematografico, il DTS viaggia ancora oggi su altri binari.
Utilizzando 882 kilobit/s per la codifica anziché 320 kBps come il Dolby Digital, assicura una migliore fedeltà e dinamica.
I dati, inoltre, sono memorizzati separatamente su CD, anziché impressi direttamente sulla pellicola. 
Paradossalmente, a dispetto dei dubbi inizialmente sollevati anche dalla stessa Dolby, con questo impiego separato di CD per la colonna sonora, il DTS al cinema è molto più robusto dello stesso Dolby Digital. Quest'ultimo, impresso nella delicata porzione fra i fori di scorrimento della pellicola, tende a rovinarsi molto più rapidamente con l'usura della pellicola stessa: non è infrequente rilevare nelle sale il "salto" della traccia audio digitale Dolby Digital, con conseguente passaggio al backup analogico e, con un certo ritardo, il ritorno al digitale. Mentre è piuttosto difficile che questo avvenga con il DTS, sia per la robustezza dei CD (che non si rovinano se non dopo diversi anni) che del sistema di sincronizzazione.
Il DTS, attualmente, è meno diffuso del Dolby Digital nelle sale, ma gode di molta popolarità e sono numerosissime le uscite con doppio audio (Dolby/DTS).

## Il DTS a casa
Il DTS CAC, la variante consumer, è stato progettato per essere molto più flessibile del concorrente Dolby Digital, ed è stato fin dalla nascita posizionato come in grado di offrire una qualità potenzialmente superiore. Il dibattito fra detrattori e sostenitori del formato non si è mai arrestato, e un verdetto ufficiale non è stato emesso anche per via del diverso utilizzo che è stato fatto dei due sistemi soprattutto in ambito home theater.
Vero è che, partendo da una situazione iniziale di marcata superiorità qualitativa del DTS rispetto al Dolby Digital, con il tempo le differenze si sono affievolite, soprattutto grazie ai miglioramenti via via apportati da Dolby al suo algoritmo.
Il DTS CAC, normalmente chiamato DTS, codifica audio a 5.1 canali con una frequenza di campionamento di 48.000 Hz e risoluzione massima di 24 bit per canale. 
Il bitrate standard è pari a 1536 kBit/s, ovvero 4 volte superiore al bitrate tipicamente utilizzato dal Dolby Digital 5.1. La minore compressione apportata dovrebbe essere alla fonte di una superiore qualità audio, soprattutto nella resa dei dettagli con contenuti musicali molto complessi.
Su LaserDisc il DTS è stato sempre utilizzato nella sua versione a 1536 kBit/s e inizialmente è stato così reso disponibile anche su DVD-Video. Su questi supporti, però, riservare 1,5 Megabit/s di dati a una traccia audio opzionale si è rivelato sconveniente, in quanto forzava a ridurre la qualità video oppure a eliminare supplementi oppure ad aumentare il numero di dischi su cui codificare il materiale. Tutte opzioni sgradite agli editori.
Il risultato è che generalmente il DTS viene utilizzato su DVD a bitrate dimezzato (768 kBit/s). Sempre superiore (al limite doppio) rispetto al Dolby Digital, ma con differenze minori, che si sono tradotte anche in meno evidenti superiorità intrinseche sotto il profilo della qualità audio.
Rispetto al Dolby Digital, il DTS è stato progettato fin dall'inizio per permettere una maggiore rinnovabilità ed evoluzione e sotto questo profilo non è stato ancora eguagliato dal Dolby Digital. Dal momento dell'introduzione, infatti, sono state introdotte due importanti varianti del DTS: il DTS-ES 96/24 e il DTS-ES Discrete 6.1.
Nel primo caso, la risposta in frequenza di tutti e cinque ,i canali surround è stata estesa dai 24.000 Hz (campionamento a 48 kHz) del DTS tradizionale (e del Dolby Digital) a un massimo teorico di 48.000 Hz (campionamento a 96 kHz), e la risoluzione è stata migliorata utilizzando 24 bit per canale anziché i 16 o 20 bit tipicamente utilizzati per il DTS convenzionale.
Nel DTS-ES Discrete 6.1. invece, un settimo canale si aggiunge alla classica configurazione 5.1. Si tratta del canale center surround o back surround usato anche dal Dolby Digital Surround EX ma che, nel DTS-ES Discrete 6.1, come suggerisce è codificato in forma completamente discreta, realizzando una vera traccia 6.1.
Il DTS-ES è del tutto compatibile con i decoder DTS tradizionali, che ovviamente ne estraggono solamente la porzione a 5.1 canali con campionamento a 48 kHz.
Questo è possibile grazie alla speciale codifica utilizzata dall'encoder del DTS-ES che divide i dati in due parti: un core contenente la colonna sonora DTS 5.1 compatibile con tutti i decoder, e una Extension contenente i dati aggiuntivi necessari ai decoder compatibili per ricostruire l'audio 6.1 (nel caso del DTS-ES 6.1) oppure estendere la risposta in frequenza fino a 48 kHz (nel caso del DTS-ES 96/24).
In modo del tutto analogo è possibile aumentare il numero di canali (ad esempio fino a 7.1) o migliorare ulteriormente le prestazioni utilizzando ad esempio la codifica lossless.

## Il DTS-HD - Audio ad Alta Definizione
Il DTS-HD Master Audio è una nuova versione del Digital Theater System pensata per l'impiego opzionale negli HD DVD e nei Blu-ray e in prospettiva per l'utilizzo in studio
Oltre a offrire fino a otto canali discreti e permettere di estendere la frequenza di campionamento fino a 192 kHz su due canali (quindi la risposta in frequenza fino a circa 96 kHz) o 96 kHz su 8 canali (con risposta in frequenza fino a 48 kHz), permette la codifica trasparente/lossless (compressione dati lossless), ovvero senza perdita di informazioni e con perfetta ricostruzione del segnale PCM non compresso originale. Il DTS-HD Master Audio rimarrà compatibile con i decoder DTS tradizionali che ne leggeranno la parte 5.1 compressa, mentre i nuovi decoder DTS-HD, direttamente integrati nei lettori HD DVD o Blu-ray oppure in un amplificatore AV di nuova generazione, potranno decodificare l'intero flusso offrendo una superiore qualità audio.